# Ікемото Наґіса
Ікемото Наґіса (25 серпня 2002) — японська плавчиня.
Призерка юнацьких Олімпійських Ігор 2018 року, учасниця літніх Олімпійських ігор 2020 року.